# 姚安土司
姚安土司是元朝、明朝、清朝时期的姚安的世袭土司，属白族。
姚安土司姓高氏，是大理国丞相高泰祥的后裔。1253年蒙古入侵大理期间，高泰祥组织军队反抗，战败被杀。忽必烈嘉其忠义，以其子高均锦、高均常为姚安同知，子孙都世袭此职，是为姚安土司之始。元文宗天历年间，姚安土司高均明去元大都朝见，获赐尚方宝剑，文宗将姚州升格为姚安路军民总管府，以高均明为姚安总管，授武德将军。
明军平定云南之时，姚安土官高保、高惠内附，西平侯沐英保举高保为姚安府同知、高惠为姚安州同知。清军入云南之际，姚安土司高曾一度效忠于南明。1659年（顺治十六年），姚安同知高奣映内附，仍授原职。高奣映之孙高厚德嗣位之后，于1725年（雍正三年）被告发有不法行为。1729年（雍正七年），高厚德被流放江南，姚安也从此改土归流，共传26世土司。
姚安高氏土司崇尚中原文化，诸土司之中，以高奣映最有文名。高奣映的高祖高金宸、曾祖高光裕、祖父高守潘、父亲高也都工于诗文。清代的王崧在《云南志钞》中称：“丽江木氏、姚州高氏尤乐与流寓之文士交游，所作诗词颇传于世。当是时，思皇济济，誉髦峨峨，古昔狉獉之区，居然文明之域”。
姚安土司与鹤庆土司、永胜土司是同一祖宗。

## 歷代姚安土司
1. 高明清
2. 高逾城生
3. 高逾城光
4. 高隆政
5. 高政均
6. 高均明
7. 高明壽
8. 高壽寺
9. 高壽保
10. 高賢
11. 高貴
12. 高翔
13. 高鳳
14. 高齊斗
15. 高欽
16. 高金宸
17. 高光裕
18. 高守藩
19. 高
20. 高奣映
21. 高映厚
22. 高厚德

### 姚安土州同知
洪武十五年（1382年），改姚安路為姚安府，實行「土流兼治」，設知府、知州，朝廷派流官擔任知府、知州，姚安土司世襲官職改為姚安府土同知。同時，明廷任命高氏族人高惠為姚安土州同知。此後，姚安高氏分為土府同知、土州同知兩支世襲家族。
歷代土州同知如下：
1. 高惠
2. 高梓潼赐
3. 高澄
4. 高椿
5. 高郯
6. 高弼
7. 高继先
8. 高应麒
9. 高昺
10. 高晶
11. 高显锡
12. 高辅
13. 高启宗
14. 高宗显
15. 高宗亮
16. 高宗禹
17. 高禹配
18. 高配忝
19. 高维藩
20. 高嘉澍
21. 高殿元
22. 高复兴